# Хукканас

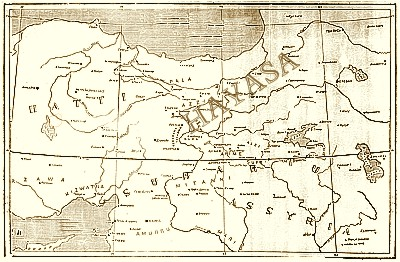
Местоположение Хайаса-Ацци

Хукканас  — царь Хайасы в 1370-х — 1340-х годах до н. э., вел упорные войны с Хеттским царством. Сохранился договор между хеттским царем Суппилулиумасом I и Хукканасом, согласно которому хайасский царь обязуется оказывать хеттскому военную помощь и выдавать беглецов, а тот отдаёт замуж за Хукканаса свою сестру.

## Правление
В 1350-м году д.н. э. Хеттское царство захватило Цопк, но в 1349-м году д.н. э. Хуканне удалось отбить эту провинцию. В 1345-м году д.н. э. хетты вновь заняли Цопк, в итоге которого княжества Тогарма и Мелид перешли к Хеттам, а Хуканне пришлось принять верховенство Хеттского царства. Впрочем, это не помешало ему в том же году напасть на Каппадокию и этим вынудить хеттов отступить с территории Митанни.